# Нидерландски златен век
Нидерландски Златен век (1584 – 1702) се нарича периодът през XVII век, когато тогавашната Република на Седемте обединени Ниски земи изживява възход по отношение на науката, изкуствата и търговията. Тези времена са известни и като Холандското чудо. Историкът К.У. Сварт е първият, използвал този термин.

## Причини за подема
През 1568 г. избухва Осемдесетгодишната война, когато нидерландските провинции въстават срещу властта на Испания. След падането на Антверпен през 1585 г., южните провинции остават под испански контрол. Северните провинции (още известни като „Обединени провинции“ или „Нидерландска република“) продължават военните действия до Вестфалския мир през 1648 г.
Загубата на южните провинции е причина за масовото преселване на живеещите там богати калвинистки търговци към независимия север. Много от тях се заселват в Амстердам, който дотогава е малко пристанище, но за кратко се превръща в едно от пристанищата с най-голяма световна значимост през XVII век. Явлението понякога е описвано като „създаването на новия Антверпен“. Масовото емигриране от Фландрия и Брабант (особено от Антверпен) е сред водещите причини за развитието на новосъздадената Нидерландска република.
Освен от южните провинции тук идват и много бегълци, които са преследвани заради своята религия – по-специално евреи сефаради от Португалия и Испания, а по-късно и хугеноти от Франция.
Има и други фактори, допринесли за подема на Нидерландската република в този период: вятърните мелници осигуряват евтина енергия; дъскорезниците са нововъведение, благодарение на което става възможно изграждането на голяма флота за международна търговия и бранене икономическите интереси на страната с военни средства.

## Достижения на епохата

### Икономически възход
През по-голямата част от XVII век нидерландците – традиционно добри мореплаватели, доминират световната търговия – позиция, която дотогава е заемана от Португалия и Испания, а впоследствие след дълго оспорване е заета от Англия.
През 1602 г. е основана Нидерландска източноиндийска компания (на нидерландски: Vereenigde Oostindische Compagnie или VOC). Това е първата в света мултинационална корпорация. Компанията получава монопола върху търговията с Азия и го запазва в продължение на две столетия. Това е най-голямото търговско предприятие в света през XVII век. Внасяните подправки донасят огромни печалби заради трудностите и рисковете при доставката и заради голямото търсене. Основаната през 1609 г. в Амстердам банка става главната кредитна институция в Европа.
След 1640 г. Нидерландската източноиндийска компания получава монопол върху търговията с Япония. Благодарение на нидерландците в Япония навлиза познанието от индустриалната и научната революции на Запада. Японците купуват и превеждат многобройни книги на научна тематика от нидерландците, сдобиват се с продукти на западната манифактура (например часовници), получават демонстрации на различни западни иновации (демонстрации на феномена електричество, полети с балони с нагорещен въздух в началото на XIX век и др).
Нидерландците доминират и търговията между европейските страни. Републиката има особено благоприятно разположение – там се кръстосват основните търговски пътища изток-запад и север-юг. Нидерландските търговци прекарват по море вино от Франция и Португалия до Балтийските страни и се връщат обратно със зърно, предназначено за средиземноморските страни. Братята Трип, търговци на оръжие, построяват Трипенхойс в Амстердам, където днес се помещава Кралската Нидерландска академия по наука и изкуства. Сградата е типичен пример за архитектурата от XVII век.
Националните индустрии също се развиват. Водещи примери са корабостроителниците и захарните рафинерии. С утилизирането на повече земя се развиват местното производство на зърно и млечни продукти. Търговията с роби също изиграва известна роля за състоянието на икономиката в страната. Нидерландия започва търговия на роби между Африка и Америка през 1619 г. Пристанището в Амстердам става европейската столица на търговията с роби. Процъфтяващата търговия предпоставя създаването на многобройно и богато търговско съсловие. Новият просперитет предизвиква интерес и привлича средства към изобразителното изкуство, литературата и науката.

### Толерантност
Атмосферата на толерантност е отличителна черта на Нидерландия. Възможно е това да е провокирано в някаква степен от факта, че страната е зависела от международната търговия и от добрите международни отношения. Също така Реформацията е допринесла за отношението на търпимост към различията. Реформистите подчертават колко е важно личната съвест на всеки човек да е определяща за неговото интерпретиране на Библията. Отрича се необходимостта от централните догми и установената църковна йерархия. Тази нидерландска толерантност дава възможност на чужденците да пътуват и дори да емигрират в страната. Така евреите от Португалия и Франция избягват преследванията на Инквизицията, а философи като Барух Спиноза и Рене Декарт публикуват най-известните си произведения първо в Нидерландия.

### Грамотност
Седемте автономни провинции, които са съставлявали Холандската република, са имали население от по-малко от два милиона души, около една десета от това на Франция, но то е било много гъсто, особено в силно урбанизираната провинция Холандия. Навсякъде има училища – не безплатни, не задължителни и не ръководени единствено от Холандската реформирана църква, но толкова многобройни и евтини, че повечето деца посещават училище достатъчно дълго време, за да се научат да четат, а често и да пишат и да извършват прости аритметични действия. През 1650 г. две трети от мъжете в Амстердам могат да се подписват с имената си.

### Национално самосъзнание
Осемдесетгодишната война с Испания (1568 – 1648) е война за религиозна свобода, за икономическа и политическа независимост. Войната завършва с постигането на пълна независимост за северните провинции, което затвърждава и подсилва националното самосъзнание на нидерландците. Много от това вече е налице през 1609 г., когато е сключен временен договор за примирие с Испания, който продължава 12 години.

### Научни постижения
Нидерландската република привлича много учени и мислители от цяла Европа по времето на Златния си век. Особено изявено средище на интелектуалци става Университетът в Лайден (основан през 1575 г. от Вилхелм Орански в знак на благодарност за яростната съпротива на Лайден срещу испанците в Осемдесетгодишната война). Така например френският философ Рене Декарт живее в Лайден от 1628 до 1649 г. Нидерландските юристи са известни с доброто познаване на международните морски и търговски закони. Хуго Гроций (1583 – 1645) поставя основите на международното право. Той измисля концепцията Свободни морета (Mare liberum), яростно оспорвана от Англия, която е основен съперник на Нидерландия за надмощие в световната търговия.
Кристиан Хюйгенс е нидерландски механик, физик, астроном и математик, създател на вълновата теория на светлината. Той създава и часовника с махало. Антони ван Льовенхук е един от основоположниците на научната микроскопия. Известният нидерландски хидравличен инженер Ян Leeghwater (1575 – 1650) успява да отвоюва от морето нови земи за страната. Той превръща няколко големи езера в полдери, като изпомпва всичката вода с помощта на вятърни мелници.
За страната е характерна толерантност към развитието на човешката мисъл, която липсва в другите страни по това време. През XVII век тук намират убежище на много мислители, чиито възгледи са преследвани в техните страни – французите Рене Декарт и Пиер Бейл, англичаните Томас Хобс и Джон Лок. Многобройни книги с религиозна, философска и научна тематика, които биха били отхвърляни като спорни в чужбина, са печатани в Нидерландия и тайно изнасяни в други страни. Така републиката се утвърждава все повече като издателски център на Европа и става пример за духовно развитие.

### Развитие на изкуствата
Основна статия „Нидерландски Златен век в изобразителното изкуство“
Представители на изобразителното изкуство от периода са Йоханес Вермеер, Рембранд ван Рейн, Франс Халс, Говерт Флинк и групата на така наречените „малки нидерландски майстори“
Основните жанрове са:
- исторически картини,
- портрети (индивидуални и групови),
- пейзажи,
- натюрморти,
- жанрова живопис или сцени от ежедневието.

Съществуват и комбинации от тези категории. Характерни за Златния век са алегориите, в които нарисуваните обекти са натоварени със символика. Така например един натюрморт би могъл да изобразява череп, пясъчен часовник и изтляла свещ – и трите обекта са символи на преходността на битието. Сезоните често са пресъздавани чрез човешки дейности, които са типични за съответното време от годината (сеитба, жътва, пързаляне по лед и т.н.). Нерядко картините са носели скрито морално послание.
Благодарение на развитата икономика градовете се разрастват. Нидерландската архитектура процъфтява през периода на Златния век.

### Книгопечатане
Климатът на толерантност и високото ниво на грамотност допринасят за разцвета на книгопечатането. Производството на книги на глава от населението в Нидерландия е десет пъти по-голямо от това във Франция и Испания. За разлика от нисшите класи в останалите страни на Европа, които никога не са притежавали книги, обикновените холандци – занаятчии и собственици на магазини, дори работници – са купували по три или четири книги годишно. Заплатите са били сравнително високи, а книгите – евтини.
През XVII век Холандия е център за печат на Библии и политически памфлети. Лодевек Елзевир (Lodewijk Elzevir) и неговите потомци създават една от на-известните династии в търговията с книги. Издателство Елзевир произвежда джобни издания на класически латински текстове на приемлива цена. Елзевиер е начело на нидерландското завладяване на международната търговия с научна литература, която тогава се печата почти изключително на латински. Малките, красиво отпечатани издания на класиците на Елзевир се превръщат в основна част от библиотеките на образования елит навсякъде в Европа. Разбира се, печатат се и величествени фолианти и тежки томове с изящни подвързии, предназначени за богатия елит. Обикновените хора обаче четат евтини творби в малки формати – богослужебни трактати, брошури и всякакви ефимерни издания, които никога не попадат в библиотеките, отчасти защото са презирани от колекционерите, отчасти защото са били изчетени докрай и захвърляни.